# Марко Илиев
Марко Илиев е български писател, белетрист, литературовед, поет, културолог, есеист и публицист. Пръв главен редактор на вестник КИЛ („Култура, изкуство, литература“).

## Биография
Марко Илиев е роден на 9 март 1937 г. в днешното с. Стожер, Добричка област. Завършил е българска филология в Софийския университет „Св. Климент Охридски“. Доктор на филологическите науки.
Работил е като журналист в няколко регионални печатни издания, в Българска национална телевизия – София и Радио Варна. Един от учредителите на Сдружение на писателите – Варна. Съосновател и пръв главен редактор е на варненския вестник КИЛ от декември 1992 г. до декември 2005 г. Творческите му изяви са с твърдо отстоявана естетическа позиция, независимо от превратностите на времето. Автор е на естетическия манифест ИНТЕРАНУЛИЗЪМ (interanulism), в основата на който стои концепцията за вътрешната обреченост на личността и аисторичността в литературата и изкуството. Неговата творческа цел винаги е била тоталният експеримент, включително и извънобективните измерения на творческия свят.
Творческата му биография включва десетки публикации на поетични творби, разкази, новели, оперативна литературна и театрална критика, литературно-исторически статии, студии, научни доклади и съобщения и „Неформатни текстове“. Има многобройни участия в национални и международни конференции. Инициатор и участник е в кръгли маси по проблемите на културата и националноисторически въпроси. Радетел за съхранение литературната памет на град Варна, той е един от инициаторите за поставянето на паметни плочи, за организиране на възпоменания на бележити варненци, както и на литературноисторически изложби, които Сдружение на писателите – Варна е провеждало съвместно с Държавен архив – Варна, Регионална библиотека „Пенчо Славейков“ и други институти. Участвал е в организирането на писателски срещи с творци от Варна, Шумен, Пловдив, София, Бургас, Добрич, Велико Търново и др. Има принос и в общуването на творци от различни творчески гилдии, както и за отразяване на техните изяви във в-к „КИЛ“, за което създава концепция на вестника, обхващаща целия културен спектър.
Марко Илиев е един от авторите на учебника по литература за ХІ клас, одобрен от Министерството на образованието, науката и културата – със студия за Йордан Йовков. Учебникът, чийто съставител е акад. Иван Радев, има три поредни издания – 1993, 1994 и 1995 година.
По повод на Милениума, в края на 1998 г. и началото на 1999 г. Марко Илиев получава четири номинации от Международния биографичен център в Кеймбридж, Великобритания, в категориите „Изтъкнати личности на 20 век“. „Международен човек на годината“, „За постижение на 20 век“ и „2000 забележителни интелектуалци на 20 век".
Марко Илиев е почетен член на Сдружение на писателите – Варна и член на Сдружение на българските писатели.
Брат е на поета Симеон Илиев.

## Книги
- Театрални и филмови пристрастия (културологична книга), 2000 г. – изд. „Славена“, Варна
- Концентрати. Разкази, новели (манифестна белетристична книга), 2003 г. – изд. „Славена“, Варна
- Утринно здрачаване (стихотворения), 2004 г. – изд. „Славена“, Варна
- Последните. Неовековен роман, 2008 г. – изд. „Славена“, Варна
- Отново: театрални и филмови пристрастия, 2012 г. – изд. „Онгъл“, Варна

## Други[7]
- Послепис към книгата на Емил Иванов (поет) „Далечни кръстове“ (Варна, 1994 г.)
- Символни превращения на цветове, звукове и тишина в поетиката на Йордан Йовков и Александър Вутимски (доклад) – сб. „Добруджа“, 2001 г. с материали от Национална научна конференция в Добрич през ноември 2000 г.
- Доклад в „Изкуство и медии“ (материали от науч. конф., Варна, 2 – 3 юни 2000 г., съставител проф. Людмила Стоянова)
- Летопис на извисената духовност: 20 години Сдружение на писателите – Варна – автори Веселина Цанкова и Марко Илиев, изд. Морски свят, Варна, 2011
- Предговор „Поетът Емил Иванов – творец с вертикално излитане в духовното пространство“(стр. 5 – 8) към „Непозната власт“ (събрани стихотворения) от Емил Иванов (поет), съставители Ангел Дюлгеров, Марко Илиев, изд. „Онгъл“, Варна, 2015 г.